# Physalaemus cuvieri
Physalaemus cuvieri es una especie de anfibio anuro de la familia Leptodactylidae.

## Distribución
Se encuentra en Argentina, Brasil, Paraguay y, posiblemente en Bolivia, Guyana, Uruguay y Venezuela. 

## Estado de conservación
Se encuentra amenazada de extinción por la pérdida de su hábitat natural.